# Pandemia de COVID-19 na Inglaterra
Este artigo documenta os impactos da pandemia de COVID-19 na Inglaterra e pode não incluir todas as principais respostas e medidas contemporâneas.

## Histórico

### Janeiro de 2020
Em 31 de janeiro, dois membros de uma família de cidadãos chineses hospedados em um hotel em Iorque, um dos quais havia estudado na Universidade de York, se tornaram os primeiros casos confirmados de COVID-19 no Reino Unido. Após a confirmação, eles foram transferidos do casco Hospital Universitário para uma instalação de isolamento especialista, um designado alta Consequência Doenças Infecciosas da unidade em Newcastle upon Tyne 's Royal Victoria Infirmary.
No mesmo dia, um voo de evacuação de Wuhan pousou na RAF Brize Norton e os passageiros, nenhum dos quais com sintomas, foram levados para quarentena, em um quarteirão residencial do pessoal do Arrowe Park Hospital, em Wirral. Anteriormente, havia uma disputa sobre se o governo deveria ajudar o repatriamento de portadores de passaporte do Reino Unido das áreas mais afetadas na China ou restringir completamente as viagens das regiões afetadas. Alguns cidadãos britânicos em Wuhan foram informados de que poderiam ser evacuados, mas cônjuges ou filhos com passaporte chinês continental não. Isso foi derrubado mais tarde, mas o atraso significou que algumas pessoas perderam o voo.

### Fevereiro de 2020
Em 6 de fevereiro, um terceiro caso confirmado, um homem que havia viajado recentemente para Singapura antes de visitar uma estação de esqui em Haute-Savoie, na França, foi relatado em Brighton. Ele havia sido a fonte de infecção de seis de seus parentes durante uma estadia na França, antes de retornar ao Reino Unido em 28 de janeiro. Após a confirmação de seu resultado, os CMOs do Reino Unido expandiram o número de países em que uma história de viagens anteriores associada a sintomas semelhantes aos da gripe - como febre, tosse e dificuldade em respirar - nos 14 dias anteriores exigiria auto-ajuda. isolamento e chamando NHS 111. Esses países incluem República Popular da China, Hong Kong, Japão, Macau, Malásia, Coréia do Sul, Singapura, Taiwan e Tailândia.
Em 10 de fevereiro, o número total de casos no Reino Unido chegou a oito, quando outros quatro casos foram confirmados em pessoas ligadas ao homem afetado de Brighton. Globalmente, o vírus se espalhou para 28 países. Na manhã de 10 de fevereiro, o Secretário de Estado da Saúde e Assistência Social, Matt Hancock , anunciou o Regulamento de Proteção à Saúde (Coronavírus) 2020 , para dar aos profissionais de saúde pública "poderes fortalecidos" para manter as pessoas afetadas e quem acredita um risco possível de ter o vírus isolado. Naquele dia, o Hospital Arrowe Park, Merseyside, e o hotel e centro de conferências Kents Hill Park,Milton Keynes tornou-se unidades de isolamento designadas. No dia seguinte, dois dos oito casos confirmados no Reino Unido foram relatados pela BBC News como clínicos gerais. Um nono caso foi confirmado em Londres em 11 de fevereiro.

### Março de 2020
Em 1 de março, foram notificados outros casos na Grande Manchester, dos quais se acredita que alguns sejam contatos do caso em Surrey que não tinham histórico de viagens ao exterior. Em 2 de março, mais quatro pessoas na Inglaterra deram positivo. Os quatro haviam viajado recentemente da Itália; eles são de Hertfordshire, Devon e Kent. O número total de casos no Reino Unido foi relatado como tendo atingido 40, embora isso tenha sido revisado para 39 após testes adicionais. No dia seguinte, quando o número total de casos confirmados no Reino Unido era de 51, o governo do Reino Unido apresentou seu Plano de Ação para o Coronavírus , que descrevia o que o Reino Unido já havia feito e o que planejava fazer a seguir.
Em 17 de março, o NHS England anunciou que todas as operações não urgentes na Inglaterra seriam adiadas de 15 de abril para liberar 30.000 camas. Também em 17 de março, o Chanceler Rishi Sunak anunciou que 330 bilhões de libras seriam disponibilizados em garantias de empréstimos para empresas afetadas pela pandemia. Em 27 de março, a Inglaterra era o país mais afetado do Reino Unido, com 12.288 infecções confirmadas e pelo menos 689 mortes. Também nesse dia o primeiro-ministro britânico, Boris Johnson testou positivo para a COVID-19.

### Abril de 2020
Em 1 de abril, o número de casos havia aumentado para mais de 24.600, com pelo menos 2.100 mortes. Em 6 de abril. Boris Jonhon foi internado numa Unidade de terapia intensiva devido piora no seu quadro com a doença. Em 12 de abril, deixou a UTI e agradeceu ao Serviço Nacional de Saúde pelo serviço prestado. Em 12 de abril, o número de internações diárias por COVID-19 havia reduzido para menos de 1.900 e o número de pacientes no hospital atingiu o pico de 17.150; mais de 680 mortes foram registradas naquele dia.
Até 24 de abril, os registros de óbito catalogaram 19.643 ocorrências no hospital, 5.890 em casas de repouso, 1.306 em casas particulares e 301 em hospícios. Dessas mortes, 1.149 ocorreram no País de Gales. Em 29 de abril, o método de notificação de mortes na Inglaterra foi alterado: dados de três fontes agora são cruzados com a lista de pessoas que tiveram o diagnóstico de COVID-19 confirmado por um laboratório de saúde pública da Inglaterra ou do NHS. As três fontes são:
1. Dados fornecidos ao NHS England pelo Hospital Trusts;
2. Dados das equipes de Saúde Pública da Inglaterra em Proteção à Saúde (principalmente óbitos fora de hospitais);
3. Informações obtidas pela vinculação do Sistema de Vigilância de Segunda Geração (SGSS) ao Serviço de Demografia do NHS.

Após a verificação, os registros são mesclados em um banco de dados e as duplicatas removidas, para que não haja contagem dupla.

O novo método de contar mortes resulta em números mais altos que no método anterior. Em 29 de abril, houve um total de 19.740 mortes relatadas pelo NHS England. O novo método registrou 23.550 mortes de pessoas que tiveram um resultado positivo confirmado por um laboratório de PHE ou NHS. O número de pacientes com COVID-19 no hospital reduziu constantemente até 30 de abril, era inferior a 11.250; pelo menos 54.700 pacientes foram admitidos no hospital em abril. O número total de mortes no hospital em abril excedeu 17.000.